# David (Speyer)
David († 29. Januar 759) regierte als Bischof von Speyer ca. 743 bis zu seinem Tod.
In der offiziellen Zählung der Speyerer Bischöfe ist er der neunte Amtsinhaber. David wird in der ältesten Speyerer Bischofsliste aus der Abtei Schäftlarn an siebter Stelle genannt.

## Kirchliche Tätigkeit
Bischof David von Speyer war gleichzeitig Abt des Klosters Weißenburg im Elsass und erscheint mit dieser Funktion in dortigen Urkunden ab 744. 
Als Bischof von Speyer nahm er an der fränkischen Synode des Jahres 747 in Mainz teil, über die St. Bonifatius an Cuthberth von Canterbury berichtete: „Wir haben auf unserer Synode beschlossen und bekannt, den katholischen Glauben und die Einheit und Unterwürfigkeit gegen die römische Kirche bis zum letzten Atemzug zu bewahren, dem Heiligen Petrus und seinem Stellvertreter untertan zu sein und in allem die Gebote des Hl. Petrus ordnungsgemäß zu befolgen, damit wir zu den ihm anvertrauten Schafen gezählt werden.“ David erhielt in der Folge 748 von Papst Zacharias ein Dankesschreiben wegen seiner Romtreue.
Auf dringendes Bitten der Mainzer Geistlichkeit und der fränkischen Fürsten Karlmann und Pippin nahm St. Bonifatius zuletzt seinen Sitz in Mainz. Speyer, Worms und andere Sprengel wurden ihm durch päpstliche Bulle vom 4. November 748 als Suffraganbistümer unterstellt. Dadurch verstärkte sich die Verbindung des Speyerer Bischofs zu Bonifatius.

## Weitere Ereignisse
Ebenfalls in der Regierungszeit Davids besuchte Bonifatius den Hl. Pirminius im Kloster Hornbach, kurz vor dessen Tod am 3. November 753. Im nordpfälzischen  Zell starb etwa zur gleichen Zeit St. Philipp, der schon zu Lebzeiten als Heiliger galt. Die dortige Mönchsgemeinschaft blühte unter seinem Gefährten Horoskolf und missionierte im gesamten Umland. Später wurde die Kommunität an das von St. Pirmin gegründete Kloster Hornbach angeschlossen und Philipps Grab avancierte schließlich zum bedeutendsten Wallfahrtsort der Pfalz.